# Olivier Richters
Olivier Richters, född 5 september 1989, är en nederländsk skådespelare.
Richters har bland annat medverkat i TV-serien Gangs of London från 2020. Han har även medverkat i filmerna Black Widow från 2021 och Indiana Jones and the Dial of Destiny från 2023.

## Filmografi (i urval)
- 2020: Gangs of London
- 2021: Black Widow
- 2023: Indiana Jones and the Dial of Destiny
- 2024: Borderlands